# Ngọc Sơn, Kiến An
Ngọc Sơn là một phường thuộc quận Kiến An, thành phố Hải Phòng, Việt Nam.
Phường Ngọc Sơn có diện tích 3,51 km², dân số năm 1999 là 5562 người, mật độ dân số đạt 1585 người/km².